# 慕容忠 (唐朝)
慕容忠（648年—698年），族名苏度模末。唐朝吐谷浑人。诺曷钵和弘化公主的儿子。
652年，父母入朝长安，为他请婚，唐高宗以会稽王李道恩第三女金城县主李季英嫁给他。664年完婚。688年，诺曷钵卒，子慕容忠袭封青海郡王、乌地也拔勒豆可汗。镇军大将军、行左豹韬卫大将军。聖曆元年（698年），慕容忠在安乐州（灵州城南浑牙，今宁夏中宁鸣沙镇）去世，归葬凉州南山岗（今甘肃省武威市南喇嘛湾）。子慕容宣超即位。

## 子
- 慕容宣超
- 慕容宣昌，即慕容煞鬼，政乐王
- 慕容宣彻，河东阴山郡安乐王，娶博陵崔氏，生左领军大将军慕容威（慕容神威）。慕容威娶封氏
- 慕容承福，银青光禄大夫、将作大匠、上柱国，为侄子慕容曦光作墓志铭